# Équipe du Portugal de futsal FIFA
Maillots
Actualités
L’équipe du Portugal de futsal (Selecção) est constituée par une sélection des meilleurs joueurs de futsal portugais sous l'égide de la Fédération portugaise de football.
Elle est surnommée Selecção das quinas en référence à son emblème : les quinas sont les petits blasons bleus de l'emblème.
Constitué en grande majorité par des joueurs du Sporting et de Benfica, deux des meilleures équipes d'Europe, l'équipe du Portugal de football en salle est actuellement l'une des meilleurs du Monde.

## Historique
Le Portugal dispute sa première rencontre officielle à La Corogne, le 9 février 1987 contre son voisin espagnol (défaite 4-0).
Lors du Championnat d'Europe 2018 en Slovénie, le Portugal remporte son premier titre majeur en futsal. Il devient champion d'Europe en battant l'Espagne 3-2 a. p. avec notamment un doublé de Bruno Coelho.
Lors du Mondial 2021 en Lituanie, le Portugal devient champion du monde pour la première fois de son histoire contre l'Argentine (2-1),. Après deux échecs en demi-finales en 2000 et 2016, les champions d'Europe en 2018 battent les champions du monde en titre argentins en finale grâce à un doublé de Pany Varela,. Sacré plusieurs fois meilleur joueur du monde et meilleur buteur de l'histoire de la sélection portugaise, Ricardinho prend alors sa retraite internationale.
Lors du Championnat d'Europe 2022 aux Pays-Bas, le Portugal qui est tenant du titre atteint sa cinquième demi-finale en sept éditions. Après l'Euro 2018 et la Coupe du monde 2021, le Portugal remporte sa troisième compétition internationale de suite en futsal. Pour conserver son titre, la Seleção das Quinas renverse la Russie en finale : 4-2 après avoir été mené 0-2, grâce à un doublé d'André Coelho. L'équipe de Jorge Braz s'impose pour la troisième fois dans ce tournoi après avoir été menée 2-0 (match d'ouverture contre la Serbie puis demi-finale contre l'Espagne). Le jeune Zicky Té est élu meilleur joueur de la compétition. À la suite du succès en finale, le Portugal est alors invaincu en 33 matches de compétition depuis une défaite aux tirs au but contre l'Iran pour la troisième place de la Coupe du monde 2016, et 34 sur 40 minutes depuis la défaite en demi-finale contre l'Argentine lors de ce tournoi.
Le 18 septembre 2022, le Portugal rajoute une nouvelle ligne à son palmarès en remportant la 1ère édition de la Finalissima de futsal. Après avoir battu le Paraguay en demi-finale (2-1), le Portugal s'impose en finale face à l'Espagne après la séance de tirs au but (1-1 a.p. / 4-2 t.a.b.).
 Avec ce titre, le Portugal remporte sa quatrième compétition internationale de suite en futsal.

## Palmarès

### Titres et trophées
Le tableau suivant liste le palmarès de l’équipe du Portugal de futsal actualisé au 18 septembre 2022 dans les différentes compétitions internationales officielles.
| Compétitions mondiales                                                                                   | Compétitions européennes                                                 | Trophées divers |
| - Coupe du monde (1) - Champion : 2021 - Troisième : 2000 - Finalissima de futsal (1) - Vainqueur : 2022 | - Championnat d'Europe (2) - Vainqueur : 2018 et 2022 - Finaliste : 2010 | - Mundialito Outdoor Futsal (3) - Vainqueur : 2006, 2007 et 2008 - Torneio Int. Algarve Futsal (2) - Vainqueur : 2003 et 2006 |

| Meilleurs joueurs | Meilleurs buteurs |
| --- | --- |
| Meilleur joueur de la Coupe du monde (1) : - Ricardinho : 2021 Meilleur joueur du Championnat d'Europe (3) : - Ricardinho : 2007 - non officiel - Ricardinho : 2018 - Zicky Té : 2022 | Meilleur buteur de la Coupe du monde (1) : - Ricardinho : 2016 Meilleur buteur du Championnat d'Europe (2) : - Joel Queirós (en) : 2010 - Ricardinho : 2018      |
| Prix FutsalPlanet | |
| Meilleur joueur du monde (7) : - Ricardinho (6) : 2010, 2014, 2015, 2016, 2017 et 2018 - Pany Varela (1) : 2022 Meilleur jeune joueur du monde (1) : - Zicky Té : 2021                | Meilleure sélection nationale du monde (3) : - Portugal : 2018, 2021 et 2022 Meilleur sélectionneur du monde (5) : - Jorge Braz : 2018, 2019, 2020, 2021 et 2022 |

### Parcours dans les compétitions internationales

#### Coupe du monde
| Année | Résultat            | J            | V            | N            | D            | BP           | BC           |
| ----- | ------------------- | ------------ | ------------ | ------------ | ------------ | ------------ | ------------ |
| 1989  | Non inscrit         | Non inscrit  | Non inscrit  | Non inscrit  | Non inscrit  | Non inscrit  | Non inscrit  |
| 1992  | Non qualifié        | Non qualifié | Non qualifié | Non qualifié | Non qualifié | Non qualifié | Non qualifié |
| 1996  | Non qualifié        | Non qualifié | Non qualifié | Non qualifié | Non qualifié | Non qualifié | Non qualifié |
| 2000  | 3e place            | 8            | 5            | 0            | 3            | 23           | 23           |
| 2004  | Deuxième tour       | 6            | 3            | 1            | 2            | 18           | 14           |
| 2008  | Premier tour        | 4            | 3            | 0            | 1            | 15           | 8            |
| 2012  | Quart de finale     | 5            | 2            | 1            | 2            | 18           | 14           |
| 2016  | 4e place            | 7            | 4            | 2            | 1            | 26           | 11           |
| 2021  | Vainqueur           | 7            | 5            | 2            | 0            | 26           | 12           |
| 2024  | Huitièmes de finale | 4            | 3            | 0            | 1            | 18           | 6            |
| Total | 7/10                | 41           | 25           | 6            | 10           | 144          | 82           |

#### Championnat d'Europe
| Année | Résultat        | J            | V            | N            | D            | BP           | BC           |
| ----- | --------------- | ------------ | ------------ | ------------ | ------------ | ------------ | ------------ |
| 1996  | Non qualifié    | Non qualifié | Non qualifié | Non qualifié | Non qualifié | Non qualifié | Non qualifié |
| 1999  | Premier tour    | 3            | 0            | 2            | 1            | 4            | 6            |
| 2001  | Non qualifié    | Non qualifié | Non qualifié | Non qualifié | Non qualifié | Non qualifié | Non qualifié |
| 2003  | Premier tour    | 3            | 1            | 1            | 1            | 10           | 12           |
| 2005  | Premier tour    | 3            | 1            | 0            | 2            | 9            | 14           |
| 2007  | 4e place        | 5            | 2            | 2            | 1            | 12           | 8            |
| 2010  | Finaliste       | 5            | 1            | 2            | 2            | 16           | 19           |
| 2012  | Quart de finale | 3            | 2            | 0            | 1            | 7            | 5            |
| 2014  | 4e place        | 5            | 2            | 1            | 2            | 18           | 17           |
| 2016  | Quart de finale | 3            | 1            | 0            | 2            | 9            | 11           |
| 2018  | Vainqueur       | 5            | 5            | 0            | 0            | 23           | 9            |
| 2022  | Vainqueur       | 6            | 6            | 0            | 0            | 19           | 9            |
| 2026  |                 |              |              |              |              |              |              |
| Total | 10/12           | 41           | 21           | 8            | 12           | 127          | 110          |

#### Finalissima futsal
| Année | Résultat  | J | V | N | D | BP | BC |
| ----- | --------- | - | - | - | - | -- | -- |
| 2022  | Vainqueur | 2 | 1 | 1 | 0 | 3  | 2  |
| Total | 1/1       | 2 | 1 | 1 | 0 | 3  | 2  |

### Résultats
Source : Liste des matchs du Portugal.

#### Pour l'année en cours
|   | Date            | Lieu     | Match                        | Score | Compétition                           |
| - | --------------- | -------- | ---------------------------- | ----- | ------------------------------------- |
| 1 | 31 janvier 2025 | Skopje   | Macédoine du Nord - Portugal | 1 - 5 | Qualification pour l'Euro Futsal 2026 |
| 2 | 5 février 2025  | Odivelas | Portugal - Macédoine du Nord | 3 - 0 | Qualification pour l'Euro Futsal 2026 |
| 3 | 7 mars 2025     | Paredes  | Portugal - Andorre           | 5 - 0 | Qualification pour l'Euro Futsal 2026 |
| 4 | 12 mars 2025    | Almere   | Pays-Bas - Portugal          | 4 - 7 | Qualification pour l'Euro Futsal 2026 |
| 5 | 11 avril 2025   | Rabat    | Portugal - Afghanistan       | 3 - 1 | Match amical                          |
| 6 | 13 avril 2025   | Rabat    | Maroc - Portugal             | 6 - 3 | Match amical                          |

#### Par adversaire
Bilan des confrontationsde l'Équipe du Portugal de futsal avec les meilleurs sélections de futsal :
| Adversaires   | Rencontres | Victoires | Nuls | Défaites | Buts pour | Buts contre | Différence |
| ------------- | ---------- | --------- | ---- | -------- | --------- | ----------- | ---------- |
| Brésil        | 22         | 0         | 4    | 18       | 35        | 85          | -50        |
| Espagne       | 35         | 4         | 6    | 25       | 56        | 116         | -60        |
| Argentine     | 6          | 2         | 1    | 3        | 11        | 14          | -3         |
| Russie        | 14         | 6         | 4    | 4        | 41        | 37          | +4         |
| Iran          | 5          | 2         | 2    | 1        | 13        | 10          | +3         |
| Kazakhstan    | 4          | 1         | 1    | 2        | 10        | 9           | +1         |
| Paraguay      | 7          | 5         | 2    | 0        | 16        | 9           | +7         |
| Italie        | 21         | 4         | 7    | 10       | 38        | 51          | -13        |
| Croatie       | 4          | 4         | 0    | 0        | 14        | 4           | +10        |
| Ukraine       | 12         | 6         | 3    | 3        | 32        | 32          | 0          |
|               |            |           |      |          |           |             |            |
| BILAN GENERAL | 411        | 273       | 52   | 86       | 1684      | 756         | +928       |

## Personnalités

### Sélectionneurs
Le premier sélectionneur à la tête de la sélection portugaise se nomme Fernando Lopes en 1987.
A la fin de la saison 2000/2001, Orlando Duarte quitte ses fonctions d'entraineur du Sporting est devient le sélectionneur du Portugal. Il restera 10 ans en poste, et aura comme fait d'armes une troisième place au Mondial 2000 et une place de finaliste au Championnat d'Europe de futsal 2010. Il quittera ses fonctions à la suite de cette défaite à l'Euro 2010.
Le 15 juillet 2010, la Fédération portugaise nomme Jorge Braz comme nouveau sélectionneur. En quelques années, il fait du Portugal l'une des plus forte sélection de futsal en remportant 4 titres majeurs consécutifs entre 2018 et 2022.
| Sélectionneur  | Période   | Matchs | Gagnés | Nuls | Perdus | Gagnés % |
| -------------- | --------- | ------ | ------ | ---- | ------ | -------- |
| Fernando Lopes | 1987-2000 | 42     | 17     | 6    | 19     | 40,48    |
| Orlando Duarte | 2000-2010 | 154    | 110    | 13   | 31     | 71,43    |
| / Jorge Braz   | 2010 -    | 215    | 146    | 33   | 36     | 67,90    |

### Joueurs emblématiques
Début novembre 2021, Ricardinho annonce sa retraite internationale. En 18 ans au sein de l'équipe nationale, le capitaine de la sélection marque 141 buts en 187 matches,. Le 7 avril 2022, Ricardinho dispute un dernier match à domicile avec le Portugal, à Gondomar contre la Belgique en amical. Il marquera un dernier but. Il totalise donc 142 buts pour 188 sélections.
| #  | Joueurs                | Carrière  | Buts |
| -- | ---------------------- | --------- | ---- |
| 1  | Ricardinho             | 2003-2021 | 142* |
| 2  | André Lima (en)        | 1997-2016 | 107  |
| 2  | Joel Queirós (en)      | 2002-2014 | 107  |
| 4  | Arnaldo Pereira        | 1999-2016 | 98   |
| 5  | Fernando Cardinal (en) | 2008-2016 | 98   |
| 6  | Gonçalo Alves (en)     | 2001-2014 | 75   |
| 7  | Bruno Coelho           | 2010-     | 61   |
| 8  | Israel Alves (en)      | 1999-2010 | 60   |
| 9  | Pedro Costa            | 2000-2014 | 53   |
| 10 | Ivan Almeida Dias (en) | 2000-2008 | 46   |

| #  | Joueurs            | Carrière  | Sélections |
| -- | ------------------ | --------- | ---------- |
| 1  | João Matos         | 2008-     | 213        |
| 2  | Arnaldo Pereira    | 1999-2016 | 208        |
| 3  | Ricardinho         | 2003-2021 | 188*       |
| 4  | João Benedito      | 2000-2014 | 181        |
| 5  | Bruno Coelho       | 2010-     | 179        |
| 6  | Gonçalo Alves (en) | 2001-2014 | 171        |
| 7  | Pedro Cary         | 2007-2021 | 159        |
| 8  | Joel Queirós (en)  | 2002-2014 | 143        |
| 9  | Tiago Brito (en)   | 2014-     | 142        |
| 10 | Bebé (en)          | 2005-2022 | 137        |

## Effectif actuel

### Appelés récemment
Les joueurs suivants ne font pas partie du dernier groupe appelé mais ont été retenus en équipe nationale lors des 12 derniers mois.
Les joueurs qui comportent le signe :  «  », sont blessés ou malades au moment de la dernière convocation.
| Pos. | Nom               | Date de naissance  | Sél. | Buts | Depuis | Club (au moment de leur dernière convocation) | Dernier appel                        |
| ---- | ----------------- | ------------------ | ---- | ---- | ------ | --------------------------------------------- | ------------------------------------ |
| D    | Tiago Sousa       | 6 avril 1997       | 5    | 1    | 2024   | SC Braga                                      | vs Macédoine du Nord, 5 février 2025 |
| A    | Miguel Ângelo     | 2 février 1994     | 73   | 11   | 2015   | Fortitudi Pomezia                             | vs Macédoine du Nord, 5 février 2025 |
| A    | Pauleta           | 12 juin 1994       | 51   | 12   | 2018   | Sporting CP                                   | vs Macédoine du Nord, 5 février 2025 |
| G    | Cristiano Marques | 29 août 1996       | 1    | 0    | 2023   | SCU Torreense                                 | vs Pays-Bas, 18 décembre 2024        |
| D    | Erick Mendonça    | 21 juillet 1995    | 82   | 15   | 2018   | FC Barcelone                                  | vs Pays-Bas, 18 décembre 2024        |
| A    | Edmilson Kutchy   | 12 octobre 2002    | 24   | 5    | 2023   | SL Benfica                                    | vs Pays-Bas, 18 décembre 2024        |
| D    | Tomás Paçó        | 19 avril 2000      | 48   | 11   | 2021   | Sporting CP                                   | vs Kazakhstan, 26 septembre 2024     |
| A    | Zicky Té          | 1er septembre 2001 | 55   | 24   | 2021   | Sporting CP                                   | vs Kazakhstan, 26 septembre 2024     |
| A    | Fábio Cecilío     | 30 avril 1993      | 131  | 36   | 2014   | SC Braga                                      | vs Kazakhstan, 26 septembre 2024     |

## Équipes de jeunes

### Palmarès
- Championnat d'Europe de futsal des moins de 19 ans
  -  Vainqueur : 2023
  -  Finaliste : 2022

| Année | Résultat       | J  | V  | N | D | BP | BC |
| ----- | -------------- | -- | -- | - | - | -- | -- |
| 2019  | Demi-finaliste | 4  | 3  | 1 | 0 | 15 | 4  |
| 2022  | Finaliste      | 5  | 4  | 0 | 1 | 18 | 11 |
| 2023  | Vainqueur      | 5  | 5  | 0 | 0 | 23 | 11 |
| Total | 1/3            | 14 | 12 | 1 | 1 | 56 | 26 |